# Hucqueliers
Hucqueliers (Nederlands: Hukkelaar of Hukeliers) is een gemeente in het Franse departement Pas-de-Calais (regio Hauts-de-France) en telt 505 inwoners (1999). De plaats maakt deel uit van het arrondissement Montreuil.

## Geografie
De oppervlakte van Hucqueliers bedraagt 7,6 km², de bevolkingsdichtheid is 66,4 inwoners per km².
De onderstaande kaart toont de ligging van Hucqueliers met de belangrijkste infrastructuur en aangrenzende gemeenten.

## Demografie
Onderstaande figuur toont het verloop van het inwonertal (bron: INSEE-tellingen).